# Isländischer Fußballpokal der Männer 1973
Der isländische Fußballpokal 1973 war die 14. Austragung des isländischen Pokalwettbewerbs der Männer. Pokalsieger wurde Fram Reykjavík. Das Team setzte sich im Finale am 12. September 1973 im Laugardalsvöllur von Reykjavík gegen ÍB Keflavík durch. Titelverteidiger ÍBV Vestmannaeyja war im Halbfinale gegen den späteren Sieger ausgeschieden.

## Modus
Die Begegnungen wurden in einem Spiel ausgetragen. Bei unentschiedenem Ausgang wurde das Spiel auf des Gegners Platz wiederholt.

## Qualifikation
| Datum      |                     | Ergebnis |                         |
| ---------- | ------------------- | -------- | ----------------------- |
| 13.06.1973 | Valur Reyðarfjörður | 0:4      | Leiknir Fáskrúðsfjörður |
| 20.06.1973 | þróttur Norðfjörður | 3:0      | Huginn Seyðisfjörður    |

## 1. Runde
| Datum      |                      | Ergebnis |                         |
| ---------- | -------------------- | -------- | ----------------------- |
| 07.06.1973 | Haukar Hafnarfjörður | 3:2      | Víðir Garði             |
| 12.06.1973 | Ármann Reykjavík     | 12:00    | Hrönn Reykjavík         |
| 13.06.1973 | UMF Afturelding      | 0:3      | UMF Selfoss             |
| 13.06.1973 | UMF Stjarnan         | 2:3      | þróttur Reykjavík       |
| 13.06.1973 | UMF Bolungarvík      | 0:2      | ÍB Ísafjörður           |
| 14.06.1973 | Fylkir Reykjavík     | 6:7      | UMF Njarðvík            |
| 27.06.1973 | þróttur Norðfjörður  | 6:1      | Austri Eskifjörður      |
| 27.06.1973 | Spyrnir Egilsstaðir  | kampflos | Leiknir Fáskrúðsfjörður |

## 2. Runde
Teilnehmer: Die acht Sieger der 1. Runde und die acht Zweitligisten.
| Datum      |                     | Ergebnis |                         |
| ---------- | ------------------- | -------- | ----------------------- |
| 18.06.1973 | UMF Grindavík       | 0:4      | UMF Selfoss             |
| 27.06.1973 | þróttur Reykjavík   | 2:1      | Ármann Reykjavík        |
| 27.06.1973 | UMF Skallagrímur    | 0:4      | ÍB Ísafjörður           |
| 27.06.1973 | Völsungur Húsavík   | 2:1      | KS Siglufjarðar         |
| 27.06.1973 | Víkingur Reykjavík  | 9:0      | Reynir Sandgerði        |
| 27.06.1973 | ÍF Grótta           | 0:3      | Haukar Hafnarfjörður    |
| 04.07.1973 | FH Hafnarfjörður    | 1:0      | UMF Njarðvík            |
| 04.07.1973 | þróttur Norðfjörður | 3:2      | Leiknir Fáskrúðsfjörður |

## 3. Runde
Teilnehmer: Die acht Sieger der 2. Runde und die acht Teams der 1. deild 1973.
| Datum      |                    | Ergebnis |                      |
| ---------- | ------------------ | -------- | -------------------- |
| 18.07.1973 | FH Hafnarfjörður   | 2:0      | þróttur Norðfjörður  |
| 24.07.1973 | Fram Reykjavík     | 5:1      | Haukar Hafnarfjörður |
| 25.07.1973 | UMF Selfoss        | 2:3      | ÍA Akranes           |
| 25.07.1973 | Völsungur Húsavík  | 2:3      | KR Reykjavík         |
| 25.07.1973 | ÍB Keflavík        | 5:0      | Breiðablik Kópavogur |
| 25.07.1973 | Valur Reykjavík    | 0:1      | ÍBV Vestmannaeyja    |
| 25.07.1973 | ÍB Ísafjörður      | 1:2      | ÍBA Akureyri         |
| 26.07.1973 | Víkingur Reykjavík | 2:2      | þróttur Reykjavík    |

### Wiederholungsspiel
| Datum      |                   | Ergebnis |                    |
| ---------- | ----------------- | -------- | ------------------ |
| 03.08.1973 | þróttur Reykjavík | 0:2      | Víkingur Reykjavík |

## Viertelfinale
| Datum      |                    | Ergebnis |                   |
| ---------- | ------------------ | -------- | ----------------- |
| 15.08.1973 | KR Reykjavík       | 1:2      | ÍBV Vestmannaeyja |
| 15.08.1973 | ÍB Keflavík        | 2:0      | FH Hafnarfjörður  |
| 15.08.1973 | ÍBA Akureyri       | 2:2      | ÍA Akranes        |
| 16.08.1973 | Víkingur Reykjavík | 0:3      | Fram Reykjavík    |

### Wiederholungsspiel
| Datum      |            | Ergebnis |              |
| ---------- | ---------- | -------- | ------------ |
| 17.08.1973 | ÍA Akranes | 1:0      | ÍBA Akureyri |

## Halbfinale
| Datum      |                | Ergebnis |                   |
| ---------- | -------------- | -------- | ----------------- |
| 05.09.1973 | ÍA Akranes     | 0:3      | ÍB Keflavík       |
| 05.09.1973 | Fram Reykjavík | 4:0      | ÍBV Vestmannaeyja |

## Finale
| Paarung  | Fram Reykjavík – ÍB Keflavík                                            |
| Ergebnis | 2:1                                                                     |
| Datum    | 12. September 1973                                                      |
| Stadion  | Laugardalsvöllur, Reykjavík                                             |
| Tore     | Für Fram: Jon Petursson , Marteinn Geirsson Für ÍBK: Steinar Johannsson |